# トリプシェン

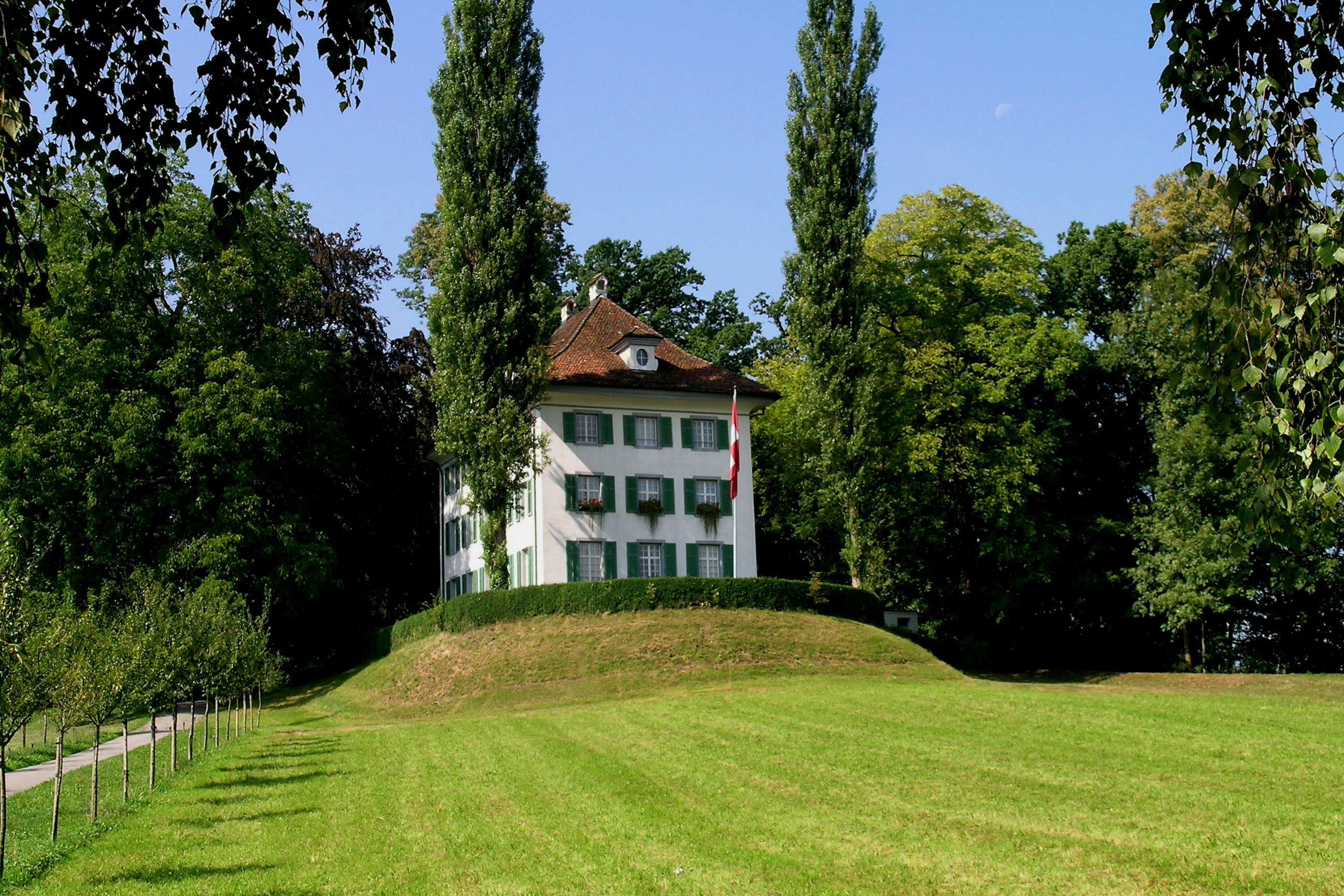
リヒャルト・ワーグナー記念館

トリプシェン (Tribschen) は、スイス中央部、ルツェルン州の基礎自治体、ルツェルンにある地区の名称で、ルツェルン市街の中心部から南東に約2km、フィアヴァルトシュテッテ湖（ルツェルン湖）の湖畔に位置する。
トリプシェンには19世紀のドイツの作曲家、指揮者であるリヒャルト・ワーグナーの記念館がある。ワーグナーの邸宅として使用されていた建物と周囲の土地をルツェルン市が買い取り、記念館として公開しているもので、ワーグナーが使用していた私物や楽譜、楽器などが展示されている。
ワーグナーはここで6年間を過ごし、ニュルンベルクのマイスタージンガーを完成させた。